# Красива робота
«Краси́ва робо́та» (фр. Beau travail) — французький драматичний фільм 1999 року, поставлений режисеркою Клер Дені. Стрічка обігрує сюжет повісті Германа Мелвілла «Біллі Бадд» (1888) на сучасному матеріалі, взятому з буднів Іноземного легіону в Джибуті.
У березні 2016 року фільм увійшов до рейтингу 30-ти найвидатніших ЛГБТ-фільмів усіх часів, складеному Британським кіноінститутом (BFI) за результатами опитування понад 100 кіноекспертів, проведеного до 30-річного ювілею Лондонського ЛГБТ-кінофестивалю BFI Flare.

## Сюжет
Повернувшись до Марселя з африканської пустелі, екс-офіцер Галу (Дені Лаван) згадує обставини, які привели до його вигнання з Іноземного легіону. Фанатична відданість досвідченому командирові Форестьє (Мішель Сюбор) і симпатія останнього до красеня-новобранця на ім'я Сантен (Грегуар Колен) пробудили в Галу ревнощі і штовхнули його на злочин. Спровокувавши бійку з Сантеном, Галу задля повчання залишив його одного посеред безмежної пустелі, та ще й зі зламаним компасом. Юнак пропав, але його зламаний компас було знайдено, і командир велів Галу постати перед трибуналом.
У фінальних титрах педантичний, застебнутий на усі ґудзики Галу несамовито танцює під техно-мелодію The Rhythm of the Night групи Corona. Можливо, він нарешті знайшов свободу, наклавши на себе руки, — чи то через докори совісті, чи то через тугу за товаришами, чи то через нездатність пристосуватися до цивільного життя. Згідно з іншим прочитанням, у вигляді танцю на дискотеці він уявляє собі «геївський» спосіб життя. Мається на увазі, що злочин Галу мотивований його латентним потягом до Форестьє і/або Сантена, і що Галу нарешті приймає цю правду про себе.

## У ролях
| Дені Лаван        | ···· | Галу                    |
| Мішель Сюбор      | ···· | командир Бруно Форестьє |
| Грегуар Колен     | ···· | Сантен                  |
| легіонери:        |      |                         |
| Рішар Курсе       |      |                         |
| Ніколя Дювошель   |      |                         |
| Адьяту Массуді    |      |                         |
| Мікаель Равовскі  |      |                         |
| Ден Герцберг      |      |                         |
| Джузеппе Моліно   |      |                         |
| Жанфранко Поддіге |      |                         |

## Стиль
Як пише Дж. Гоберман, пунктирна, повна умовчань фабула фільму тоне в кінематографічних і монтажних дослідженнях. Виснажливі тренування бійців під приглушені звуки бріттеновської опери «Біллі Бадд» часом переходять в танець модерн, що нагадує сюрреалізмом. Не менш стилізовані і операторські рішення. У солдатські будні вклинюються кадри місцевої дискотеки. Над пустелею розлито розжарений гомоеротизм.

## Оцінки
Серед усіх фільмів Клер Дені саме «Красива робота» отримала найбільш захоплені відгуки, ставши фаворитом кінокритиків всього світу. Дж. Розенбаум поставив фільму найвищий бал і назвав його шедевром. Ханна Макджілл бачить у фільмі Дені «один з найбільш заворожливих і оригінальних кінороздумів з приводу потреби у близькості — і одночасно опору їй». За характеристикою М. Трофименкова («Коммерсантъ»), це фільм «Не стільки про людей, скільки про їхні тіла»:
Між двома бійцями Іноземного легіону панує чи то ненависть, чи то прихований гомосексуальний потяг. Змучені тіла легіонерів виконують на екрані трагічний і неймовірно красивий балет.

## Визнання
| Нагороди та номінації фільму «Красива робота» | Нагороди та номінації фільму «Красива робота» | Нагороди та номінації фільму «Красива робота»            | Нагороди та номінації фільму «Красива робота» | Нагороди та номінації фільму «Красива робота» | Нагороди та номінації фільму «Красива робота» |
| Рік                                           | Кінофестиваль/кінопремія                      | Категорія/нагорода                                       | Номінант                                      | Результат                                     |                                               |
| --------------------------------------------- | --------------------------------------------- | -------------------------------------------------------- | --------------------------------------------- | --------------------------------------------- | --------------------------------------------- |
| 2000                                          | Берлінський міжнародний кінофестиваль         | Приз журі читачів «Berliner Zeitung» — Спеціальна згадка | Клер Дені                                     | Перемога                                      |                                               |
| 2000                                          | Премія Village Voice Film Poll                | Найкращий фільм                                          | Красива робота                                | Перемога                                      |                                               |
| 2000                                          | Премія Village Voice Film Poll                | Найкращий режисер                                        | Клер Дені                                     | 2-е місце                                     |                                               |
| 2000                                          | Бостонське товариство кінокритиків            | Найкращий оператор                                       | Аньєс Годар                                   | 2-е місце                                     |                                               |
| 2000                                          | Премія Chlotrudis                             | Найкращий фільм                                          | Красива робота                                | Номінація                                     |                                               |
| 2000                                          | Премія Chlotrudis                             | Найкращий режисер                                        | Клер Дені                                     | Номінація                                     |                                               |
| 2000                                          | Премія Chlotrudis                             | Найкращий актор                                          | Дені Лаван                                    | Номінація                                     |                                               |
| 2000                                          | Премія Chlotrudis                             | Найкращий адаптований сценарій                           | Клер Дені, Жан-Поль Фаржо                     | Номінація                                     |                                               |
| 2000                                          | Премія Chlotrudis                             | Найкращий оператор                                       | Аньєс Годар                                   | Перемога                                      |                                               |
| 2000                                          | Приз Європейської кіноакадемія                | Найкращий оператор                                       | Аньєс Годар                                   | Номінація                                     |                                               |
| 2001                                          | Премія Сезар                                  | Найкраща операторська робота                             | Аньєс Годар                                   | Перемога                                      |                                               |
| 2001                                          | Національна спілка кінокритиків США           | Найкращий оператор                                       | Аньєс Годар                                   | Перемога                                      |                                               |
| 2001                                          | Роттердамський міжнародний кінофестиваль      | Спеціальна згадка                                        | Красива робота                                | Перемога                                      |                                               |